# کیوئون
کیوئون (به ژاپنی: 慶雲 Keiun/Kyōun) نام عصر ژاپنی بود. این عصر بعد از تایهو و قبل از وادو قرار داشت و از مه ۷۰۴ تا ژانویه ۷۰۸ به طول انجامید. در طی این عصر امپراتور مونمو و امپراتریس گنمی حکمران ژاپن بودند.